# Abraham de Wicquefort

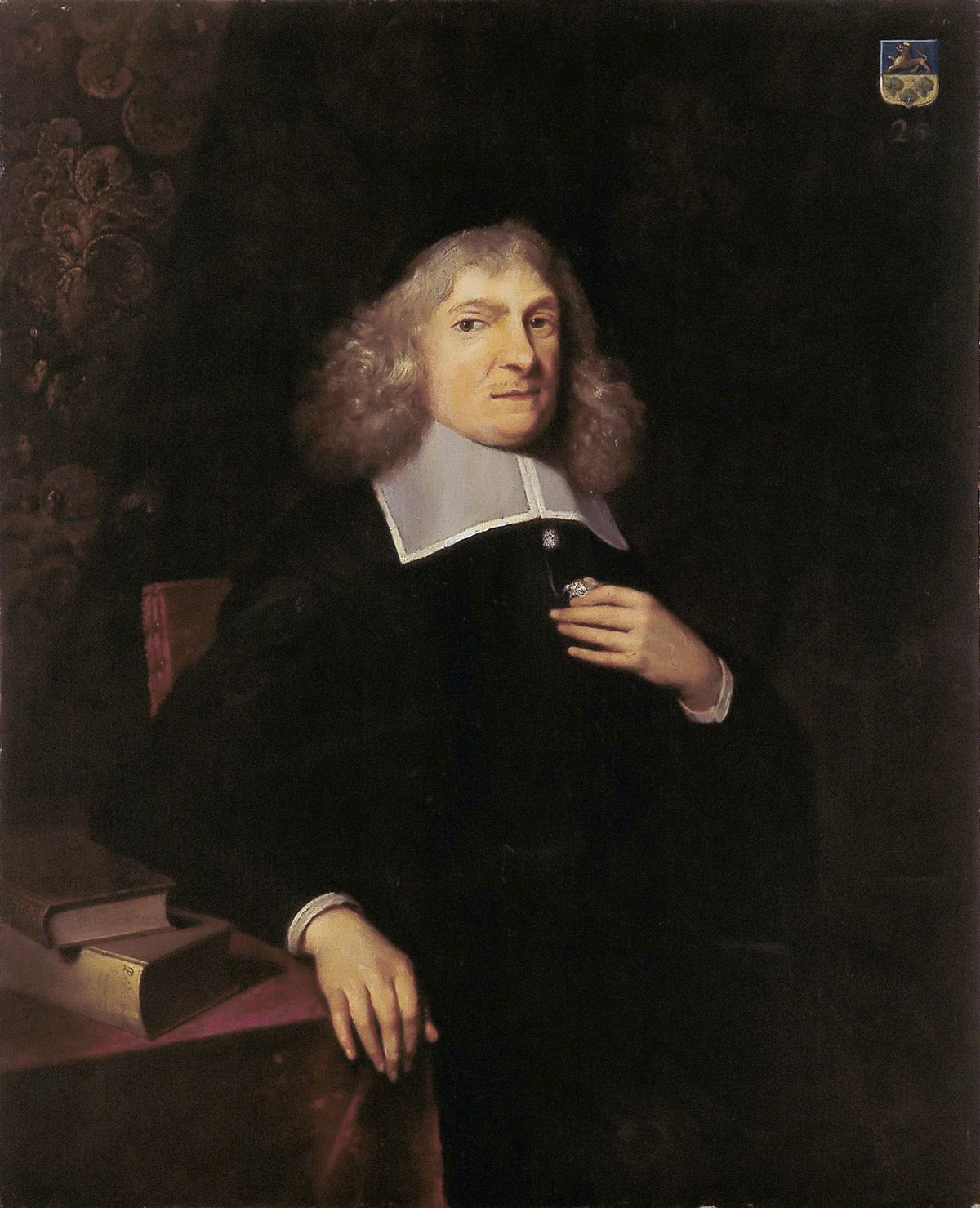
Abraham de Wicquefort, porträtterad av Caspar Netscher.

Abraham de Wicquefort, född den 24 december 1606 i Amsterdam, död den 23 februari 1682, var en holländsk diplomat. Han var bror till Joachim de Wicquefort.
de Wicquefort var 1626–1658 kurbrandenburgsk resident vid franska hovet, men sattes sistnämnda år av Mazarin på Bastiljen till följd av en misstänkt brevväxling. Efter ett år blev han fri, fick en fransk pension och slog sig ned i Haag som hertigens av Braunschweig-Lüneburg resident. År 1675 fängslades han av holländska regeringen och dömdes för förrädiska förbindelser med fransmännen till livstids fängelse och egendomens förlust. Han lyckades emellertid fly ur fängelset till Celle, där han dog som hertigligt råd. de Wicquefort översatte till franska Olearius reseskildringar, berättelsen om spanjoren Silva Figueroas persiska ambassad med mera samt författade bland annat L'ambassadeur, ses fonctions (2 band, 1682) och L'histoire des provinces-unies des Pays-Bas (I, 1719), från freden i Münster.